# 深谷赤十字病院
深谷赤十字病院（ふかやせきじゅうじびょういん）は、埼玉県深谷市にある医療機関である。日本赤十字社埼玉県支部設置の病院である。深谷病院組合による公立深谷病院（埼玉県大里郡深谷町大字深谷92-5）の譲受により、埼玉県支部3番目の赤十字病院として開院した。埼玉県災害拠点病院・地域医療支援病院など多くの指定を受けており、埼玉県北部の医療の中心となる病院となっている。

## 沿革
- 1950年（昭和25年）11月1日 - 深谷病院組合による公立深谷病院の譲受により、日本赤十字社埼玉支部（現:埼玉県支部）3番目の赤十字病院として、深谷赤十字病院を開院。

## 診療科
- 内科
- 精神科
- 神経内科
- 循環器科
- 消化器科
- 小児科
- 外科
- 緩和ケア外科
- 整形外科
- 形成外科
- 脳神経外科
- 呼吸器外科
- 心臓血管外科
- 小児外科
- 泌尿器科
- 産婦人科
- 皮膚科
- 眼科
- 耳鼻咽喉科
- 麻酔科
- 救急診療科
- 歯科口腔外科
- 総合診療内科
- 放射線診断科
- 放射線治療科
- 病理診断科
- 救急部

診療協働部門
- 看護部
- 薬剤部
- 放射線科部
- 検査部
- 医療技術部
- 医療社会事業部
- 事務部

## 医療機関の指定等
- 保険医療機関
- 労災保険指定医療機関
- 指定自立支援医療機関（更生医療・育成医療・精神通院医療）
- 身体障害者福祉法指定医の配置されている医療機関
- 生活保護法指定医療機関
- 第二種感染症指定医療機関[1]
- 地域医療支援病院
- 災害拠点病院
- 救命救急センター
- 臨床研修指定病院
- がん診療連携拠点病院
- DPC対象病院
- 地域周産期母子医療センター
- 埼玉県特別機動援助隊（埼玉SMART）
- 埼玉DMAT指定医療機関
- 災害対策基本法指定機関
- 母体保護法による指定病院
- 急性灰白髄炎患者医療指定病院
- 性病予防法による指定病院
- マンモグラフィ検診施設画像認定病院
- 結核予防法指定病院
- 臓器提供施設
- 重症熱傷医療
- エイズ協力病院
- 骨髄移植施設（非血縁者）

## 交通アクセス
- JR東日本高崎線深谷駅より
  - 徒歩20分
  - 南口または北口から深谷市くるリン東部シャトル便で12分(南口発)／15分(北口発)、深谷赤十字病院停留所下車
  - 北口から武蔵観光バス寄居車庫行きで8分／深谷観光バスで15分、日赤病院停留所下車
- JR東日本高崎線籠原駅南口（もしくは北口）より、深谷観光バス深谷日赤行きで15分(急行)／25分(各停)、終点下車